# Зігфрід (ім'я)
Зігфрід, інша форма Зи́гфрід (нім. Siegfried, Sigfrid) — поширене німецьке чоловіче ім'я, що складене з німецьких елементів (sig) «перемога» і (frithu) «захист, мир». Німецька назва має давньокандинавські когнати Sigfriðr, Sigfrøðr, які породжують шведське ім'я Sigfrid (здрібні́лі ім'ена, гіпокоризми Sigge, Siffer), норвезьке ім'я Sigfred. У Норвегії, норв. Sigfrid є жіночим ім'ям.
Його варіантами є німецьке Зіггі (нім. Sigi, Siggi), скандинавське Сігурд (дан. Sigurd), італійське Сігфрідо (італ. Sigfrido), литовське Сігітас (лит. Sigitas), польське Зигфрид (пол. Zygfryd)
Ім'я Зігфрід було популярним у середньовіччі, але пізніше використовувалося рідше. Проте, його популярність значно зросла після 1876 року завдяки опері «Зигфрід» німецького композитора Ріхарда Вагнера.
Іменини 15 лютого.

## Відомі особи

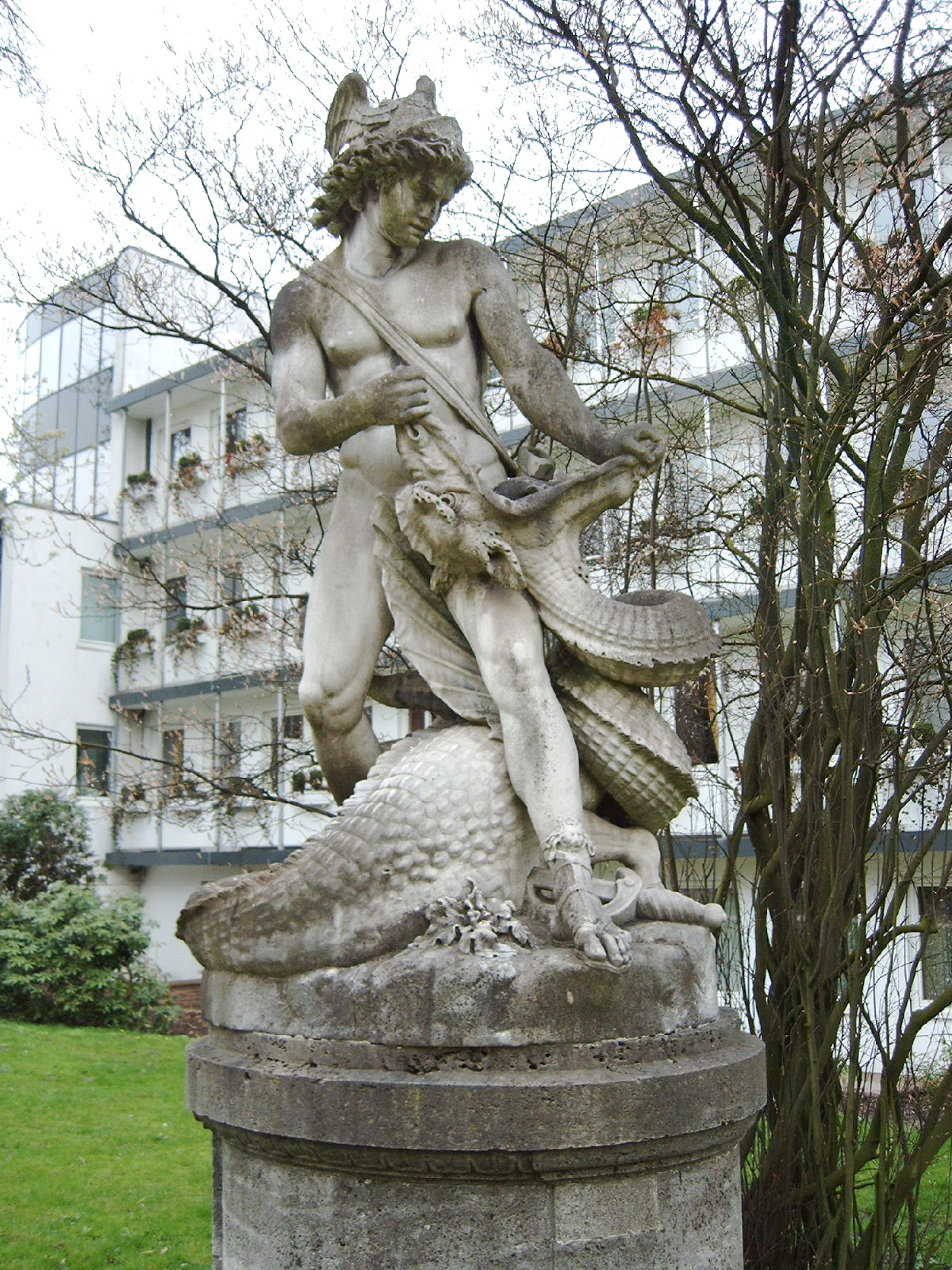
Скульптура Зигфріда — вбивці дракона у Бремені

### Політики
- Зигфрід I (нім. Siegfried; 919/922— 998) — 1-й граф Люксембурзький в 963—998 роках.
- Зигфрід I (нім. Siegfried von Ballenstedt; бл. 1075—1113) — 2-й пфальцграф Рейнський в 1095—1113 роках.
- Зигфрід III фон Еппштейн (нім. Siegfried III. von Eppstein; 1194—1249) — 30-й архієпископ Майнца.
- Зигфрід фон Вестербург (нім. Siegfried von Westerburg; д/н —1297) — 38-й архієпископ Кельна.
- Зігфрід фон Фойхтванген (нім. Siegfried von Feuchtwangen) — 15-й великий магістр Тевтонського ордена з 1303 по 1311 рік.
- Зігфрід фон Шпонгайм (*нім. Siegfried von Sponheim, д/н —1424) — 32-й магістр Лівонського ордену в 1415—1424 роках.
- Зіґфрід Каше (1903—1947) — німецький політик, депутат рейхстагу у 1930—1941 роках, страчений за воєнні злочини.
- Зігфрід Хьольдтке — східнонімецький дипломат. Генеральний консул НДР в Києві

### Військові
- Зігфрід Поппер (нім. Siegfried Popper; 1848—1933) — видатний австро-угорський інженер-кораблебудівник, контрадмірал
- Зігфрід фон Рековскі (нім. Siegfried von Rekowski; 1896—1990) — генерал-лейтенант Вермахту, кавалер Німецького хреста
- Зігфрід Генріці (нім. Siegfried Henrici; 1889—1964) — генерал танкових військ Вермахту, кавалер Залізного хреста.
- Зігфрід Вестфаль (нім. Siegfrid Westphal; 1902—1982) — німецький офіцер, генерал кінноти, кавалер Залізного хреста
- Зігфрід фон Форстнер (нім. Siegfried Freiherr von Forstner; 1910—1943) — німецький офіцер-підводник, корветтен-капітан крігсмаріне. Кавалер Залізного хреста.
- Зігфрід Фрейтаг (нім. Siegfried Freytag; 1919—2003) — німецький льотчик-ас, майор люфтваффе. Кавалер Залізного хреста.

### Науковці
- Готліб-Зігфрід Баєр (1694—1738) — німецький історик, філолог.
- Йоганн Зігфрід Гуфнагель (нім. Johann Siegfried Hufnagel; 1724—1795) — німецький зоолог-лепідоптеролог.
- Зігфрід Бернфельд — австрійський психолог.
- Зіґфрід Гідіон (1888—1968) — швейцарський історик архітектури.
- Зігфрід Кракауер (нім. Siegfried Kracauer, 1889—1966) — німецький соціолог масової культури, кінокритик, письменник
- Зигфрід Райссек (нім. Siegfried Reissek; 1819—1871) — австрійський ботанік
- Зігфрід Генріх Аронгольд[de] (1819—1884) — німецький математик.
- Зігфрід Готтвальд[de] (1943—2015) — німецький математик, логік та історик науки.
- Зігфрід Гроссе[de] (1924—2016) — німецький германіст.
- Зигфрід Гросман[de] (1930) — німецький фізик.
- Зигфрід Зелінські (нім. Siegfried Zielinski; нар. 1951) — німецький медіа теоретик, один із засновників медіа археології.
- Зігфрід Зельбергерр (нар. 1955) — австрійський вчений в галузі мікроелектроніки

### Поети, письменники
- Зіґфрід Сассун (1886—1967) — англійський поет, названий Зігфрідом матір'ю через його любов до опер Вагнера.
- Зігфрід Ленц (нім. Siegfried Lenz; 1926—2014) — німецький письменник

### Актори, співаки
- Зігфрід і Рой — американський дует ілюзіоністів німецького походження
- Зігфрід Вагнер (1869—1930) — поет-композитор, син Ріхарда Вагнера.
- Зігфрід Освальд Вагнер (1902—1975) — німецький актор, спікер радіопрограми та театральний директор.
- Зігфрід Десавер (1874—1945) — німецький актор, режисер та сценарист.
- Зігфрід Єрузалем (1940)— німецький співак (тенор).
- Зігфрід Ловіц (1914—1999) — німецький актор.
- Зігфрід Якобсон (1881—1926) — німецький журналіст і театральний критик.

### Спортсмени
- Зігфрід Вортманн (нім. Siegfried Wortmann; 1907—1951) — австрійський футболіст, нападник
- Зігфрід Гельд (нім. Sigfried Held, нар. 1942) — німецький футболіст, що грав на позиції нападника. Володар Кубка УЄФА.
- Зігфрід Райх (нім. Siegfried Reich, нар. 1959) — німецький футболіст,
- Зігфрід Менерт (нім. Siegfried Mehnert); нар. 1963) — німецький боксер
- Зігфрід Грабнер — австрійський сноубордист.
- Зігфрід Шолтисик (пол. Zygfryd Szołtysik, нар. 1942) — польський футболіст